# Wizardry: Proving Grounds of the Mad Overlord
Wizardry: Proving Grounds of the Mad Overlord ist ein Computer-Rollenspiel aus dem Jahr 1981 und das erste Spiel der Wizardry-Reihe. Es wurde von Andrew Greenberg und Robert Woodhead für den Apple II entwickelt. Es wurde 1981 für Apple veröffentlicht und im Laufe der folgenden Jahre auf zahlreiche weitere Plattformen portiert. Wizardry war eines der ersten von Dungeons & Dragons (D&D) inspirierten Rollenspiele für Computer und das erste dieser Spiele mit Farbgrafik. Es war außerdem das erste echte gruppenbasierte Computer-Rollenspiel. Das Spiel ist der Einstieg in eine Trilogie mit den beiden Nachfolgern Wizardry 2: The Knight of Diamonds and Wizardry 3: Legacy of Llylgamyn. Um diese spielen zu können, muss der Spieler Proving Grounds besitzen und beendet haben.
Am 15. September 2023 erschien ein Remake des Spiels mit 3D-Grafik von Digital Eclipse für Windows (7, 8, 10, 11) auf Steam und GoG.

## Handlung und Spielprinzip
Aufgrund der Entwicklungsgeschichte war die Handlung zunächst sehr rudimentär und beschränkte sich auf einen Intro-Text mit einer kurzen thematischen Aufgabenbeschreiben und die Abschlusserzählung nach dem Sieg über den Endgegner. Durch den Ausbau zu einer Serie mit konsistenter Spielwelt, wurde die Spielhandlung nachträglich in einen größeren Rahmen eingebunden.
Trebor, ein Ritter und der ernannte Regent (engl. Overlord) des Reiches Llylgamyn, will seine Macht mit Hilfe eines magischen Amuletts ausdehnen. Es gelingt ihm kurzzeitig das Amulett in seine Hand zu bekommen. Doch sein Erzfeind, der Magier Werdna, will es ebenfalls besitzen. Werdna gelingt es, in Trebors Schloss einzudringen und das Amulett zu stehlen. Um sich vor der Rache Trebors in Sicherheit zu bringen, erschuf Werdna unter der Stadt Llylgamyn einen sich über zehn unterirdische Ebenen erstreckenden Dungeon. Er beschwor zahlreiche Kreaturen und Monster, die Eindringlinge von seiner Zuflucht und seinem Forschungsbereich auf der untersten Ebene fernhalten sollten, wo er die Macht des Amuletts zu ergründen versuchte.
Der Diebstahl des Amuletts und die Entdeckung des unterirdischen Labyrinths brachten Trebor an den Rande des Wahnsinns. Seine Versuche, das Labyrinth zu säubern und Werdna zu stellen, schlugen fehlen. Nach einem Jahr hatte er lediglich die ersten vier Ebenen unter Kontrolle. Alle Versuche, tiefer vorzustoßen, blieben vergebens. Trebor beschloss, vorerst keine weiteren Versuche zu unternehmen und gab auch die Kontrolle über die obersten Ebenen auf. Vor dem Abzug deponierte er einen geheimen Gegenstand auf der vierten Ebene und ließ auf den obersten drei Ebenen zahlreiche Fallen installieren. Anschließend ernannt er das Labyrinth zu seinem Übungsgelände für neue Rekruten (engl. Proving Grounds). Wer den verborgenen Gegenstand fände erhielt eine Belohnung. Wer darüber hinaus auch das Amulett zurückbrächte, würde in die persönliche Leibgarde Trebors aufgenommen werden. Fünf Jahre nach dem Diebstahl macht sich die Heldengruppe des Spielers auf, das Amulett zurückzubringen.

## Spielziel und -prinzip

### Charaktergestaltung
Der Spieler startet in einer Stadt, in der er eine bis zu sechsköpfige Heldentruppe erstellt. Für die Ausgestaltung stehen zur Auswahl fünf Rassen (Mensch, Elf, Zwerg, Gnom, Hobbit), drei Gesinnungen (Gut, Neutral, Böse) und vier Grundklassen (Kämpfer, Priester, Magier, Dieb). Daneben gibt es noch vier sogenannte Eliteklassen (Bischof: Priester- und Magierzauber, Samurai: Kämpfer mit Magierzaubern, Lord: Kämpfer mit Priesterzaubern, Ninja: Kämpfer mit Diebesfähigkeiten). In diese können Charaktere wechseln, sobald sie die notwendigen Charakterwerte erreicht haben. Priester wirken üblicherweise Heil-, Magier stattdessen Angriffszauber. Bischöfe, die beides kombinieren können, erreichen dafür nicht die Stärke eines Spezialisten. Gesinnungstechnisch können gute und böse Charaktere üblicherweise nicht gemeinsam in einer Heldengruppe sein, doch existieren Programmlücken, die dies trotzdem ermöglichen.
Nachdem die Charaktere mit einer Grundausrüstung aus Rüstung und Waffen ausgestattet wurden, steigt die Gruppe in den Dungeon unterhalb von Trebor's Castle hinab. Dieser besteht aus einem Labyrinth aus zehn Leveln, die zunehmend schwieriger gestaltet sind. Das Spiel ist ein typischer Dungeoncrawler. Ziel ist es, Schätze und immer stärkere Ausrüstungsgegenstände zu entdecken, durch das Töten von gegnerischen Kreaturen Erfahrungspunkte zu sammeln, um dadurch seine Charaktere zu verbessern, und im finalen Level schließlich den bösen Erzmagier zu besiegen und dessen mächtiges Amulett zu erlangen. Das Ziel der einzelnen Level ist es, einen Aufzug oder die Treppen zum nächsten Level zu finden, ohne dabei getötet zu werden.

### Darstellung

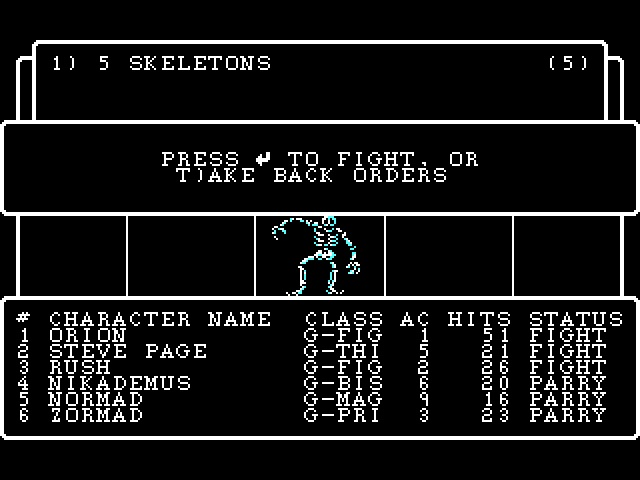
Screenshot von Wizardry 1 für IBM PC MS-DOS auf Ebene 1 des Labyrinths.

Die Grafik ist vergleichsweise einfach, lediglich 10 % des Bildschirms geben den Dungeon mit einer Liniengrafik aus der Egoperspektive wieder, der Rest wird von Bildschirmtexten belegt. Dennoch bedeutete dies seinerzeit einen enormen Fortschritt gegenüber den lange Zeit rein textlich basierten Spielen. Kommt es zum Aufeinandertreffen mit einer feindlichen Kreatur, wird das Dungeonfenster durch ein Porträt des Gegners ersetzt. Gegner treten einzeln oder in Gruppen mit bis zu vier Kreaturen auf. Da keine automatische Kartenfunktion enthalten ist, muss sich der Spieler seine Karten selbst zeichnen, wenn er den Überblick über den Level behalten möchte, bspw. auf Karopapier. Dies ist für den Spielerfolg wichtig, da die Orientierung vielfach erschwert wird, unter anderem durch Bereiche, die unter einem Dunkelheitszauber liegen und damit keinerlei Konturen zur Orientierung aufweisen, oder Teleportern, die den Spieler an andere Orte versetzen. Es existiert aber auch ein magischer Zauber, der die derzeitige Position der Gruppe kenntlich macht, sowie auf höheren Stufen ein Teleportzauber, der für den schnellen Wechsel zwischen den Ebenen des Labyrinths genutzt werden kann. Dieser erfordert jedoch einige Sorgfalt, da sowohl der Level als auch die Koordinaten des Ziels eingegeben werden müssen. Diese ergeben sich aus den Koordinaten der aktuellen Position, das Teleportationsziel wird anhand der notwendigen Schritte nach Norden, Osten, Westen oder Süden angegeben. Falsche Angaben können etwa dazu führen, dass die Gruppe in einer Falle oder einer Wand materialisiert, was mit einem Game over verbunden ist. Auch machte der ursprüngliche Release des Spiels nicht kenntlich, wann eine Teleportation stattgefunden hat. Stattdessen wurde das Spiel nahtlos fortgesetzt, als hätte der Spieler einen Schritt vorwärts gemacht.

### Schwierigkeitsgrad
Der Schwierigkeitsgrad des Spiels ist sehr hoch. Spieler können unter anderem ihren Fortschritt innerhalb des Dungeons nicht abspeichern, sondern müssen diesen erst verlassen. Sollten alle Gruppenmitglieder getötet werden, kann das Spiel nicht mehr fortgesetzt werden (erst spätere Wizardry-Spiele boten die Möglichkeit, an der Stelle fortzusetzen, an der die Charaktere starben). Daher konnte das Durchspielen mehrere hundert Stunden benötigen. Wizardry speichert den Spielfortschritt und die Informationen über die Heldengruppe auf einer Szenario-Diskette, die nach dem Programmstart von Wizardry zum Fortsetzen eingelesen werden muss. Um die Nachfolger Wizardry 2 und Wizardry 3 spielen zu können, muss Proving Ground of the Mad Overlord abgeschlossen werden, da die Spielercharaktere mit Hilfe der Szenario-Diskette für die Fortsetzungen eingelesen werden müssen.

## Entwicklungs- und Veröffentlichungsgeschichte
| Veröffentlichungen | Veröffentlichungen | Veröffentlichungen |
| Plattform          | USA                | Japan              |
| ------------------ | ------------------ | ------------------ |
| Apple II           | Sep. 1981          | ?                  |
| PC Booter/DOS      | 1984               | ?                  |
| Mac OS             | 1985               | ?                  |
| FM-7               | –                  | Nov. 1985          |
| PC-98              | –                  | 15. Nov. 1985      |
| PC-88              | –                  | Dez. 1985          |
| Sharp X-1          | –                  | Jan. 1986          |
| Commodore 64       | 1987               | ?                  |
| MSX                | ?                  | 1987               |
| NES                | Juli 1990          | 1987               |
| PC Engine          | ?                  | 23. Juli 1993      |
| Super Famicom      | –                  | 1. Juni 1999       |
| Game Boy Color     | ?                  | 23. Feb. 2001      |
| WonderSwan Color   | ?                  | 1. März 2003       |

Wizardry wurde ursprünglich in BASIC geschrieben, später aber in Pascal umgewandelt, nachdem sich BASIC als zu langsam für die Spielbarkeit erwiesen hatte. Die Fertigstellung wurde anschließend bis zum Erscheinen einer Laufzeitumgebung ausgesetzt, die das Spielen auf einem Apple-Computer erlaubte. Insgesamt benötigte die Entwicklung zweieinhalb Mannjahre. Wizardry wurde beeinflusst von früheren Spielen für die universitären PLATO-Computersysteme, vor allem von Oubliette. 1980 gründete Norman Sirotek das Unternehmen Sir-Tech Software, unter dessen Flagge das Spiel vermarktet wurde. Noch im selben Jahr veröffentlichte Sir-Tech eine Beta-Version des Spiels – noch unter dem Titel Dungeons of Despair – auf der Boston Computer Convention 1980. Trotz des unfertigen Zustands fanden sich bereits für diese Version zahlreiche Käufer. Die finale Version erschien schließlich im darauffolgenden Jahr.
Die Fassungen von Wizardry 1–3 für Commodore 64/128 haben eine gemeinsame Codebasis mit den originalen Apple-Versionen, da beide Systeme denselben 6502-Pascal-Interpreter nutzen, der Unterstützung für die Anbindung von Overlays und Low-Level-Funktionen an die Hardware bietet. UCSD Pascal wurde auch für die IBM-Versionen verwendet, jedoch mit einer x86-Version des Interpreters. Probleme bei Wizardry waren die langen Ladezeiten und die ausgiebigen Diskettenzugriffe. Die Commodore-Versionen, die besonders stark davon betroffen waren, beinhalteten eine Vielzahl an Workarounds. Im C128-Modus wird der VDC-Speicher für die Speicherung der Overlays genutzt und sowohl im C64- als auch C128-Modus wird die RAM Expansion Unit unterstützt. Wizardry 2–5 erkennen außerdem, ob ein VDC mit 16 oder 64 kB vorliegt und können den „Burst-Modus“ des Laufwerktyps VC1571 für schnellere Ladezeiten nutzen.
Die Bezeichnungen Werdna und Trebor sind Rückwärtsschreibung der Vornamen der beiden Entwickler, Andrew C. Greenberg und Robert J. Woodhead. Ihre Initialen ACG und RJW erscheinen außerdem auf den Karten des achten und neunten Levels.
Eine Reihe von Programmlücken ermöglichen es den Charakteren, unplanmäßig große Mengen an Erfahrungspunkten und Gold zu erlangen. Gemäß Co-Autor Robert Woodhead war dies das Resultat eines Bugs, der durch die fehlende Überprüfung der Feldgrenzen entstand. Diese wurden wegen des auf 48 KB begrenzten RAMs deaktiviert. Bei Erscheinen der PC-Versionen wurde dieser Bug als Feature deklariert und bewusst beibehalten. Das US-Entwicklerstudio Datamost, bekannt für diverse Spiele wie zum Beispiel Mr. Robot and his Robot Factory, veröffentlichte 1982 ein Programm namens WizPlus, mit dem man Spielcharaktere und ihre Ausrüstung verändern konnte. Sir-Tech sprach sich vehement gegen die Benutzung des Programms aus, konnte aber nicht verhindern, dass es für ca. 40 US-Dollar im Handel erhältlich war.

## Rezeption
Wizardry erhielt großes Kritiker- und Kundenlob. Das US-Spielemagazin Computer Gaming World (CGW) lobte es als „einen der besten Computerspielklassiker aller Zeiten“. Es sei komplex, aber immer noch spielbar, und ohne größere Fehler. Lediglich die Gefahr des schnellen Ablebens der Heldentruppe wurde als kleinerer Mangel bezeichnet. Das Spiel führte fünf Jahre lange die Leserliste der fünf besten Abenteuer-Spiele an, bis es 1986 von Ultima IV abgelöst wurde, und mit einer Wertung von 7,69 von 10 Punkten war Wizardry 1988 unter den ersten Vertretern der Hall of Fame des Magazins, in der Spiele aufgenommen wurden, die über lange Zeit hohe Leserwertungen erzielten. 1990 landete das Spiel auf Platz 9 einer Leserumfrage zu den persönlich besten Spielen aller Zeiten, und noch 1991 schrieb die CGW-Redakteurin Scorpia, dass „obwohl hauptsächlich Hack and slash, es selbst heute noch ein großartiges Erlebnis sei“. Das Spiel brachte es unter Sir-Tech über die nächsten 20 Jahre zu acht Nachfolgern und half dabei, mit seinem intuitiven Layout und seiner Benutzeroberfläche Genre-Standards zu setzen.
1982 wurde das Spiel unter anderem auch im D&D-Rollenspielmagazin The Dragon, Ausgabe 65, von Bruce Humphrey getestet. Humphrey schrieb unter anderem: „Es gibt soviel gutes an diesem Spiel, dass es schwierig ist zu entscheiden, wo man anfangen soll“. Sein Fazit lautete: „Weder einfach zu bezwingen oder zu lösen, empfehle ich dieses Spiel jedem, der ermüdet ist von mittelmäßigen Programmen und langweiligen Dungeonbegegnungen.“ Die Macintosh-Version des Spiels, bisweilen auch MacWizardry genannt, wurde 1986 in der ersten Ausgabe der neu eingerichteten Dragon-Kolumne The Role of Computers getestet. Die Tester Patricia und Hartley Lesser bezeichneten MacWizardry als „eine erfreuliche Wiedereinführung eines herausragenden Klassikers“. In einer späteren Heftausgabe vergaben sie für diese Fassung schließlich eine Wertung über 4 von 5 Punkten.
Bis zum 30. Juni 1982 wurden rund 24.000 Kopien des Spiels verkauft, was es zu einem der bis dahin bestverkauften Rollenspiele auf dem nordamerikanischen Markt machte (Temple of Apshai (1979) verkaufte 30.000 Kopien, Ultima (1981) 20.000). In der Juni-Ausgabe 1983 des US-Magazins Electronic Games wurde Wizardry als das „derzeit zweifellos populärste Fantasy-Abenteuerspiel für den Apple II“ bezeichnet.
Wizardry wurde, wie auch seine Nachfolger, auf zahlreiche japanische Computersysteme wie den NEC PC-8801 portiert und wurde damit auch in Japan ein sehr populäres Spiel. Zusammen mit Ultima bildete es die Haupteinflussquelle für japanische Rollenspielserien wie Final Fantasy und Dragon Quest. Für den japanischen Markt entstanden zudem – meist exklusiv und unabhängig von Sir-Techs Hauptreihe – zahlreiche weitere Ableger.
Dirk Pellet, Entwickler des frühen Computer-Rollenspiels dnd, warf Woodhead vor, dass es sich bei Wizardry um ein Plagiat des Spiels Oubliette handele. Hintergrund ist, dass Woodhead zuvor unter dem Pseudonym Balsabrain eine Kopie von Pellets dnd im PLATO-Netzwerk veröffentlicht hatte. Tatsächlich weisen Oubliette und Wizardry einige Parallelen auf, etwa bei den Attributen oder der Präsentation, in einigen Punkten geht Wizardry jedoch auch über das Vorbild hinaus, etwa die Steuerung einer ganzen Heldengruppe. Inwieweit daher der Vorwurf eines Plagiats zutreffend ist, wurde nie geklärt.